# Breitwiesmühle
Breitwiesmühle ist eine Einöde der Gemeinde Glött im schwäbischen Landkreis Dillingen an der Donau in Bayern. Die Einöde liegt einen Kilometer nördlich von Glött am Fluss Glött.

## Geschichte
Die Mühle wurde 1356 erstmals genannt. Sie kam 1492 an das Hochstift Augsburg und verblieb dort bis zur Säkularisation im Jahr 1803. Der Mühlenbetrieb wurde um das Jahr 1935 eingestellt.
Bei der Breitwiesmühle befindet sich eine 1868 vom Müller Joh. Fritz erbaute neuromanische Feldkapelle, die als Baudenkmal geschützt ist.